# Vivien Leigh
Vivien Leigh, echte naam Vivian Mary Hartley (Darjeeling, 5 november 1913 – Londen, 8 juli 1967), was een Engels actrice. Ze werd in Brits-Indië geboren, maar haar ouders verhuisden naar Engeland en daar groeide ze op.

## Loopbaan
Viviens carrière begon in het theater met The Green Sash, maar het stuk Mask of Virtue maakte van haar een ster. In 1935 begon ze haar filmcarrière met films zoals The Village Squire, Things are Looking Up en Look Up and Laugh. Ze is echter het bekendst geworden door haar rol als Scarlett O'Hara in de film Gone with the Wind (1939), waarvoor ze een Oscar kreeg voor beste vrouwelijke hoofdrol.
In 1944 werd vastgesteld dat zij tuberculose in haar linkerlong had. Alhoewel ze nog verschillende succesvolle stukken maakte, zoals Thornton Wilders The Skin of Our Teeth en de film Caesar and Cleopatra in 1946, ging haar gezondheid sterk achteruit. Toch won ze in 1951 haar tweede Oscar, dit keer voor haar rol als Blanche DuBois in A Streetcar Named Desire (Tramlijn Begeerte).
Tegen de vroege jaren 60 had ze twee miskramen gehad en de tuberculose maakte haar erg zwak. Vivien Leigh overleed aan chronische tuberculose in haar huis in Londen, nog geen 54 jaar oud. Ze werd gecremeerd en haar as is uitgestrooid over het meer bij Tickerage Mill, in Sussex, Engeland.
Ze heeft een ster op de Hollywood Walk of Fame, bij 6773 Hollywood Blvd.

## Privéleven
Vivian Mary Hartley trouwde op haar 19e met Leigh Holman en kreeg een dochter, Suzanne, in 1933. In 1940 scheidde ze van Holman en trouwde met de beroemde Britse toneelspeler Laurence Olivier. Zij hadden elkaar in 1935 ontmoet en begonnen aan een enigszins publiekelijke liefdesaffaire. Beiden waren getrouwd (Olivier was getrouwd met actrice Jill Esmond).
In 1960 scheidde ze van Olivier en later woonde ze samen met de van oorsprong Canadese acteur Jack Merivale.

## Filmografie

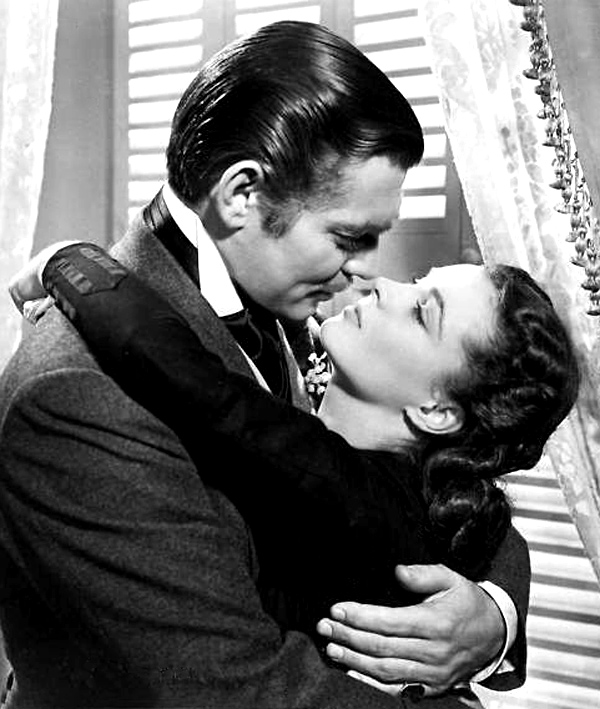
Met Clark Gable in Gone with the Wind (1939)

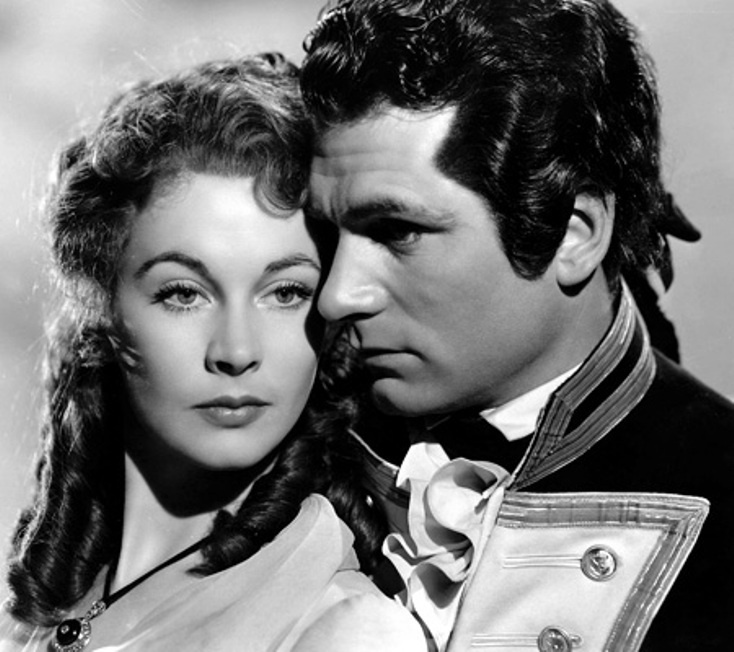
Met Laurence Olivier in That Hamilton Woman (1941)

- Bibsys: 90852563
- Biblioteca Nacional de España: XX997583
- Bibliothèque nationale de France: cb13896517c (data)
- Catàleg d'autoritats de noms i títols de Catalunya: 981058528482306706
- CiNii: DA10777375
- Gemeinsame Normdatei: 118571303
- International Standard Name Identifier: 0000 0001 1026 4972
- Library of Congress Control Number: n50048325
- Nationale Bibliotheek van Letland: 000152960
- MusicBrainz: d329330c-bdaa-4dbd-a421-c00456c12cc1
- National Archives and Records Administration: 10580342
- Bibliotheek van het Japanse parlement: 00620993
- Nationale Bibliotheek van Tsjechië: xx0057700
- Nationale bibliotheek van Australië: 35299081
- Nationale Bibliotheek van Israël: 987007264472205171
- Nationale Bibliotheek van Polen: a0000001184084
- Nederlandse Thesaurus van Auteursnamen: 074135635
- SNAC: w6vr3rt5
- Système universitaire de documentation: 02727344X
- Trove: 902758
- Virtual International Authority File: 49408596
- WorldCat: E39PBJmXF83jgM3RBrtKVdPYT3